# Міксу Паателайнен
Міксу Паателайнен (фін. Mixu Paatelainen, нар. 3 лютого 1967, Гельсінкі) — фінський футболіст, що грав на позиції нападника. По завершенні ігрової кар'єри — тренер.
Виступав, зокрема, за клуб «Данді Юнайтед», а також національну збірну Фінляндії.
Володар Кубку Фінляндії.

## Клубна кар'єра
У дорослому футболі дебютував 1985 року виступами за команду клубу «Гака», в якій провів два сезони, взявши участь у 48 матчах чемпіонату. 
Своєю грою за цю команду привернув увагу представників тренерського штабу шотландського клубу «Данді Юнайтед», до складу якого приєднався 1987 року. Відіграв за цю команду наступні п'ять сезонів своєї ігрової кар'єри. Більшість часу, проведеного у складі «Данді Юнайтед», був основним гравцем атакувальної ланки команди.
Згодом з 1992 по 2004 рік грав у складах клубів «Абердин», «Болтон», «Вулвергемптон», «Гіберніан», «Страсбур», «Гіберніан» та «Сент-Джонстон».
Завершив професійну ігрову кар'єру у клубі «Сент-Міррен», за команду якого виступав протягом 2004—2005 років.

## Виступи за збірну
1989 року дебютував в офіційних матчах у складі національної збірної Фінляндії. Протягом кар'єри у національній команді, яка тривала 15 років, провів у формі головної команди країни 70 матчів, забивши 18 голів.

## Кар'єра тренера
Розпочав тренерську кар'єру відразу ж по завершенні кар'єри гравця, 2005 року, очоливши тренерський штаб клубу «Ковденбіт».
2008 року став головним тренером команди «Гіберніан», тренував команду з Единбурга один рік.
Згодом протягом 2010–2011 років очолював тренерський штаб клубу «Кілмарнок».
2011 року прийняв пропозицію попрацювати у збірній Фінляндії. Залишив команду 2015 року.
Протягом одного року, починаючи з 2015, був головним тренером команди «Данді Юнайтед».
Протягом тренерської кар'єри також очолював клуби «ТПС» та «Убон Умт».
Наразі останнім місцем тренерської роботи Паателайнена була збірна Латвії, головним тренером команди якого Міксу Паателайнен був у 2018 році.

## Титули і досягнення
- Володар Кубка Фінляндії (1):

«Гака»: 1985